# Loi constitutionnelle de la Colombie-Britannique
La loi constitutionnelle de 1996 est une loi provinciale adoptée par l'Assemblée législative de la Colombie-Britannique. Elle précise l'organisation des pouvoirs exécutif et législatif de la province.
Contrairement aux lois constitutionnelles du Canada, la loi constitutionnelle de 1996 est un texte de loi ordinaire qui peut être modifié par un simple vote de l'Assemblée législative. Elle ne substitue pas à la loi constitutionnelle de 1867 qui règle de manière générale l'organisation des pouvoirs des provinces canadiennes.